# Lycaena mariposa
Lycaena mariposa är en fjärilsart som beskrevs av Tryon Reakirt 1866. Lycaena mariposa ingår i släktet Lycaena och familjen juvelvingar. Inga underarter finns listade i Catalogue of Life.